# Kurt Mislow
Kurt Martin Mislow (* 5. Juni 1923 in Berlin; † 5. Oktober 2017) war ein US-amerikanischer Chemiker. Er war emeritierter Professor für Chemie an der Princeton University und galt als einer der international führenden Experten für Stereochemie.

## Leben
Mislow wuchs in Düsseldorf als Sohn eines jüdischen Vertreters für Elektrogeräte auf. 1936 ging die Familie auf der Flucht vor den Nationalsozialisten nach Italien. Er besuchte die Schule in Mailand und ab 1938 in England, wo er und sein Vater auch bei Kriegsbeginn als feindliche Ausländer auf der Insel Man interniert waren. 1940 ging die Familie in die USA. Er erwarb 1944 seinen Bachelor-Abschluss an der Tulane University und wurde 1947 am Caltech bei Linus Pauling mit der Arbeit Part I. The synthesis of potential antimaterials. Some 2-substituted 8-(3-diethylaminopropylaminol)-quinolines. Part II. Isomorphism in relation to serological specificity. Part III. A study of the Hammick reaction promoviert. Danach war er Instructor, ab 1951 Assistant Professor, 1956 Associate Professor und 1960 an der New York University. Ab 1964 war er Hugh Stott Taylor Professor für Chemie an der Princeton University, an der er 1968 bis 1974 der Chemiefakultät vorstand und 1988 emeritierte.
Er befasste sich mit theoretischer Stereochemie, insbesondere molekularer Chiralität (wofür er als einer der Begründer gilt, nachdem Louis Pasteur das Konzept im 19. Jahrhundert einführte). Ab den 1990er Jahren befasste er sich mit Entwicklung und Klassifikation neuartiger topologischer Strukturen (Knoten, Links) in der Chemie. Der Beginn seiner Beschäftigung mit Stereochemie war angeregt durch ein Buchmanuskript von George Wheland Ende der 1940er Jahre.
1956 war er als Guggenheim Fellow an der ETH Zürich und 1974 in Cambridge. Er war mehrfacher Ehrendoktor (Freie Universität Brüssel, Tulane University, Universität Düsseldorf (1994), Universität Uppsala). 1986 erhielt er die Prelog-Medaille in Zürich, 1972 die Solvay Medaille der Universität Brüssel, 1975 den James Flack Norris Award der American Chemical Society (ACS), 1987 die William H. Nichols Medal, 1985 den Arthur C. Cope Scholar Award der ACS. 1959 bis 1962 war er Sloan Research Fellow. 1990, 1991 und 1994 war er Sherman Fairchild Scholar am Caltech.
Er war Mitglied der National Academy of Sciences (1972), Fellow der American Academy of Arts and Sciences (1974) und der American Association for the Advancement of Science, und auswärtiges Mitglied der Accademia dei Lincei.
Er war seit 1966 verheiratet und hatte zwei Söhne.

## Schriften
- Introduction to Stereochemistry, Benjamin 1965
  - Deutsche Ausgabe: Einführung in die Stereochemie, Verlag Chemie 1972
- mit Richard Bolstad, Molecular Dissymmetry and Optical Inactivity, J. Am. Chem. Soc., 77, 6712 (1955).
- mit Morton Raban Stereoisomeric Relationships of Groups in Molecules, in N. L. Allinger, E. L. Eliel (Herausgeber) Topics in Stereochemistry, Band 1, Wiley 1967, Kapitel 1
- On the Classification of Pairwise Relations Between Isomeric Structures, Bull. Soc. Chim. Belg., 86, 595 (1977).
- mit Jay Siegel, Stereoisomerism and Local Chirality, J. Am. Chem. Soc., 106, 3319 (1984).
- Stereoisomerism and Conformational Directionality, Chimia, 40, 395 (1986).
- Molecular Machinery in Organic Chemistry, Chemtracts-Org. Chem., 2, 151 (1989).
- mit Andrzej B. Buda, Thomas Auf der Heyde On Quantifying Chirality, Angew. Chem. Int. Ed. Engl., 31, 989 (1992).
- mit Chengzhi Liang Topological Features of Protein Structures: Knots and Links, J. Am. Chem. Soc., 117, 4201 (1995).
- mit Noham Weinberg A Unification of Chirality Measures, J. Math. Chem., 17, 35 (1995).
- mit J.-C. Chambron, J.-P. Sauvage A Chemically Achiral Molecule with No Rigidly Achiral Presentations, J. Am. Chem. Soc., 119, 9558 (1997).
- Molecular Chirality, in S. E. Denmark Topics in Stereochemistry, Band 22, Wiley 1999, Kapitel 1